# Изъятие церковных ценностей в России в 1922 году

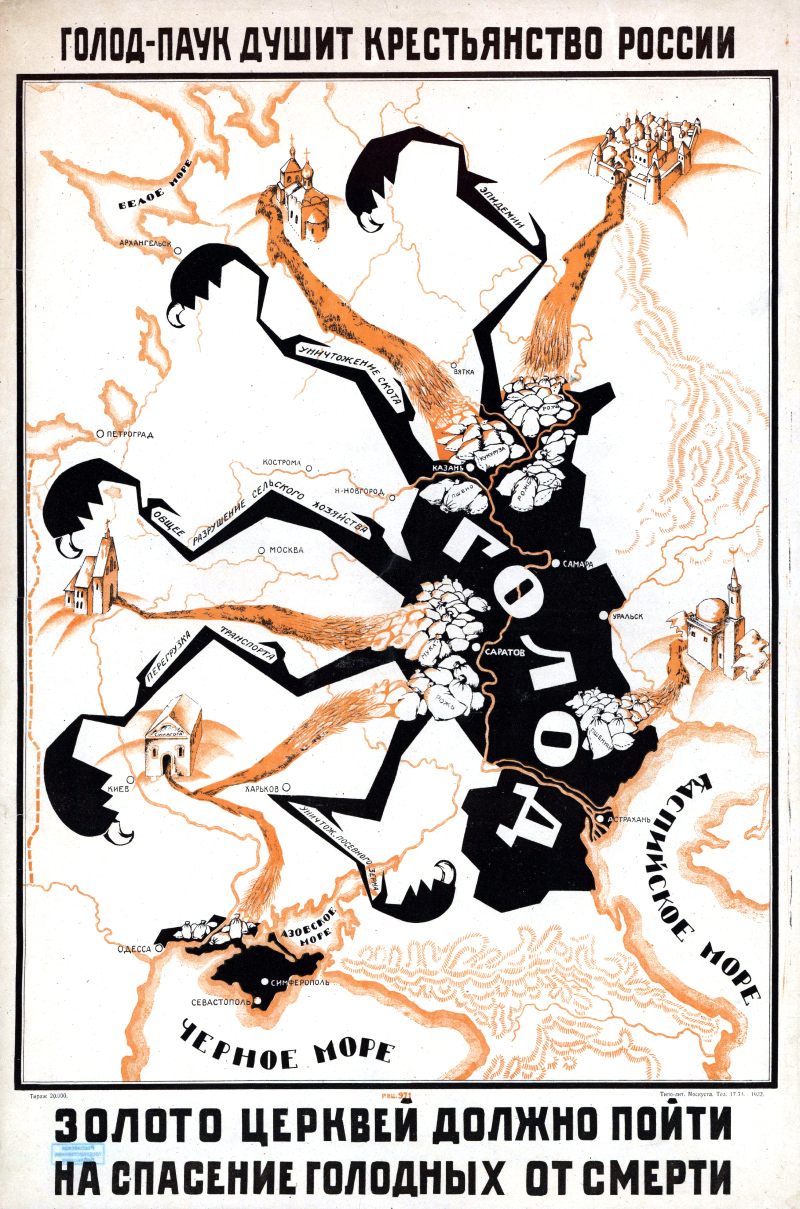
Плакат помощи голодающим регионам РСФСР «Голод паук душит крестьянство России». Чёрным отмечены наиболее голодающие регионы (Нижний Урал, Поволжье, Крым, юг Украины). Аллегорические потоки, исходящие от различных культовых учреждений (православных, католических и мусульманских), поражают тело «голода-паука»

Изъя́тие церко́вных це́нностей в Росси́и в 1922 году́ — действия органов государственной власти РСФСР по конфискации церковных ценностей в первой половине 1922 года под предлогом борьбы с массовым голодом в Поволжье и других регионах. В рамках кампании в пользу государства изымались находившиеся в храмах всех конфессий изделия из драгоценных металлов и драгоценные камни. Изъятию подлежали и предметы, предназначенные исключительно для богослужебных целей (священные сосуды), что поставило в очень уязвимое положение духовенство и вызвало сопротивление мирян.    
Кампания сопровождалась репрессиями против священнослужителей. Большой резонанс вызвал расстрел православных верующих в Шуе 15 марта 1922 года. В ответ на протесты и волнения, председатель правительства РСФСР Владимир Ленин призвал в своём письме членам Политбюро большевистской партии от 19 марта 1922 года «дать самое решительное и беспощадное сражение черносотенному духовенству и подавить его сопротивление с такой жестокостью, чтобы они не забыли этого в течение нескольких десятилетий». Изъятых церковных ценностей оказалось значительно меньше, нежели планировалось властями первоначально. Размежевание в среде духовенства Православной церкви в связи с проведением кампании было использовано властями для попытки устранения от церковного управления патриарха Тихона и создания полностью лояльной властям церковной организации (см. Обновленчество).  
Изъятие церковных ценностей происходило в период с конца февраля по 26 мая 1922 года.

## История событий

### Предыстория событий
23 января 1918 года, по старому стилю, Совнарком РСФСР издал Декрет об отделении церкви от государства и школы от церкви. Согласно этому документу, все имущества существующих в России церковных и религиозных обществ объявлялись народным достоянием; здания и предметы, предназначенные специально для богослужебных целей, отдавались, по особым постановлениям местной или центральной государственной власти, в бесплатное пользование соответственных религиозных обществ.

### Начало кампании изъятия
Власть использовала вопрос о церковных ценностях, чтобы начать мощную антицерковную кампанию. Разработка и непосредственное проведение кампании по изъятию были поручены секретной комиссии во главе со Львом Троцким. При этом были приняты меры, чтобы создать впечатление, будто решения принимаются в общесоветском и общепартийном порядке.

Изъятие церковных ценностей в Петрограде. Художник И. А. Владимиров

Высший орган законодательной власти Советской России — Президиум ВЦИК (председатель Михаил Калинин) — 2 января 1922 года принял постановление «О ликвидации церковного имущества».
10 февраля Ленин писал Молотову:

Именно теперь и только теперь, когда в голодных местах едят людей и на дорогах валяются сотни, если не тысячи трупов, мы можем (и потому должны) провести изъятие церковных ценностей с самой бешеной и беспощадной энергией, не останавливаясь перед подавлением какого угодно сопротивления

23 февраля было опубликовано принятое ВЦИК 16 февраля постановление «Об изъятии церковных ценностей для реализации на помощь голодающим», которое предписывало местным Советам «…изъять из церковных имуществ, переданных в пользование групп верующих всех религий, по описям и договорам все драгоценные предметы из золота, серебра и камней, изъятие коих не может существенно затронуть интересы самого культа, и передать в органы Народного комиссариата финансов для помощи голодающим». Декрет предписывал «пересмотр договоров и фактическое изъятие по описям драгоценных вещей производить с обязательным участием представителей групп верующих, в пользование коих указанное имущество было передано». На деле же речь шла об изъятии всех ценностей безо всякого разбора.
Вскоре после издания декрета патриарх Тихон написал на имя Калинина (так как — формально — инициатива изъятия исходила от ВЦИК) запрос. Не получив от последнего ответа, патриарх 15 (28) февраля обратился к верующим с воззванием, ставшим впоследствии широко известным, в котором подверг осуждению вмешательство ВЦИК в дела Церкви, сравнив его со святотатством:

<…> Мы нашли возможным разрешить церковно-приходским советам и общинам жертвовать на нужды голодающих драгоценные церковные украшения и предметы, не имеющие богослужебного употребления, о чём и оповестили Православное население 6 (19) февраля с. г. особым воззванием, которое было разрешено Правительством к напечатанию и распространению среди населения. 

Но вслед за этим, после резких выпадов в правительственных газетах по отношению к духовным руководителям Церкви, 10 (23) февраля ВЦИК, для оказания помощи голодающим, постановил изъять из храмов все драгоценные церковные вещи, в том числе и священные сосуды и прочие богослужебные церковные предметы. С точки зрения Церкви подобный акт является актом святотатства… Мы не можем одобрить изъятия из храмов, хотя бы и через добровольное пожертвование, священных предметов, употребление коих не для богослужебных целей воспрещается канонами Вселенской Церкви и карается Ею как святотатство — миряне отлучением от Неё, священнослужители — извержением из сана (Апостольское правило 73, Двукратн. Вселенск. Собор. Правило 10).
Ряд лиц православного духовенства (Антонин (Грановский), Евдоким (Мещерский), Виталий (Введенский), Александр (Надеждин), Иоанн (Левицкий), члены «Петроградской группы прогрессивного духовенства» протоиерей Александр Введенский, священники Владимир Красницкий, Александр Боярский) в феврале — марте выступили в советской печати с критикой патриарха Тихона и с призывом отдать властям все ценности (впоследствии, с мая 1922 года, указанные лица станут во главе инспирированного властями обновленчества).
10 марта Ленин получил подробную докладную записку с обоснованием необходимости создания за рубежом специального синдиката для реализации изъятых ценностей от наркома внешней торговли Леонида Красина, на которую наложил положительную резолюцию.
11 марта Троцкий направил Ленину письмо, в котором жаловался на медлительность комиссий ВЦИКа по изъятию ценностей и на неразбериху, царящую в этих комиссиях. Троцкий предложил создать «секретную», «ударную» комиссию в составе председателя Тимофея Сапронова, Иосифа Уншлихта, Розалии Землячки и Галкина для проведения показательного изъятия в Москве. По замыслу Троцкого, такая комиссия должна была заниматься «фактическим изъятием» и обеспечением «политической … стороны дела». Деятельность комиссии должна была быть секретной, всё должно делаться от имени ЦК Помгола.
На следующий день, 12 марта Троцкий написал на имя Ленина донесение о фактическом ходе изъятия, акцентируя внимание, что дело перешло в стадию «последнего „удара“» и работу по изъятию необходимо организовать так, «чтобы оно произошло без политических осложнений», для чего накануне созданная «ударная» московская комиссия уже приступила к работе. Для дискредитации и внесения раскола в Церковь планировалась широкомасштабная кампания в пользу изъятия со стороны священников-обновленцев. Изъятие в Москве планировалось завершить к началу партийного съезда — Москва должна была стать примером: «Если в Москве пройдёт хорошо, то в провинции вопрос решится сам собой». Шла подготовительная работа по началу акции в Петрограде. Заканчивалось донесение так: «Главная работа до сих пор шла по изъятию из упразднённых монастырей, музеев, хранилищ и пр. В этом смысле добыча крупнейшая, а работа далеко ещё не закончена». На донесение Троцкого Ленин отреагировал немедленно, в тот же день отправив телефонограмму ответственному секретарю ЦК РКП(б) Вячеславу Молотову: «Немедленно пошлите от имени Цека шифрованную телеграмму всем губкомам о том, чтобы делегаты на партийный съезд привезли с собой возможно более подробные данные и материалы об имеющихся в церквах и монастырях ценностях и о ходе работ по изъятию их».

### События в Шуе и реакция на них большевистского руководства

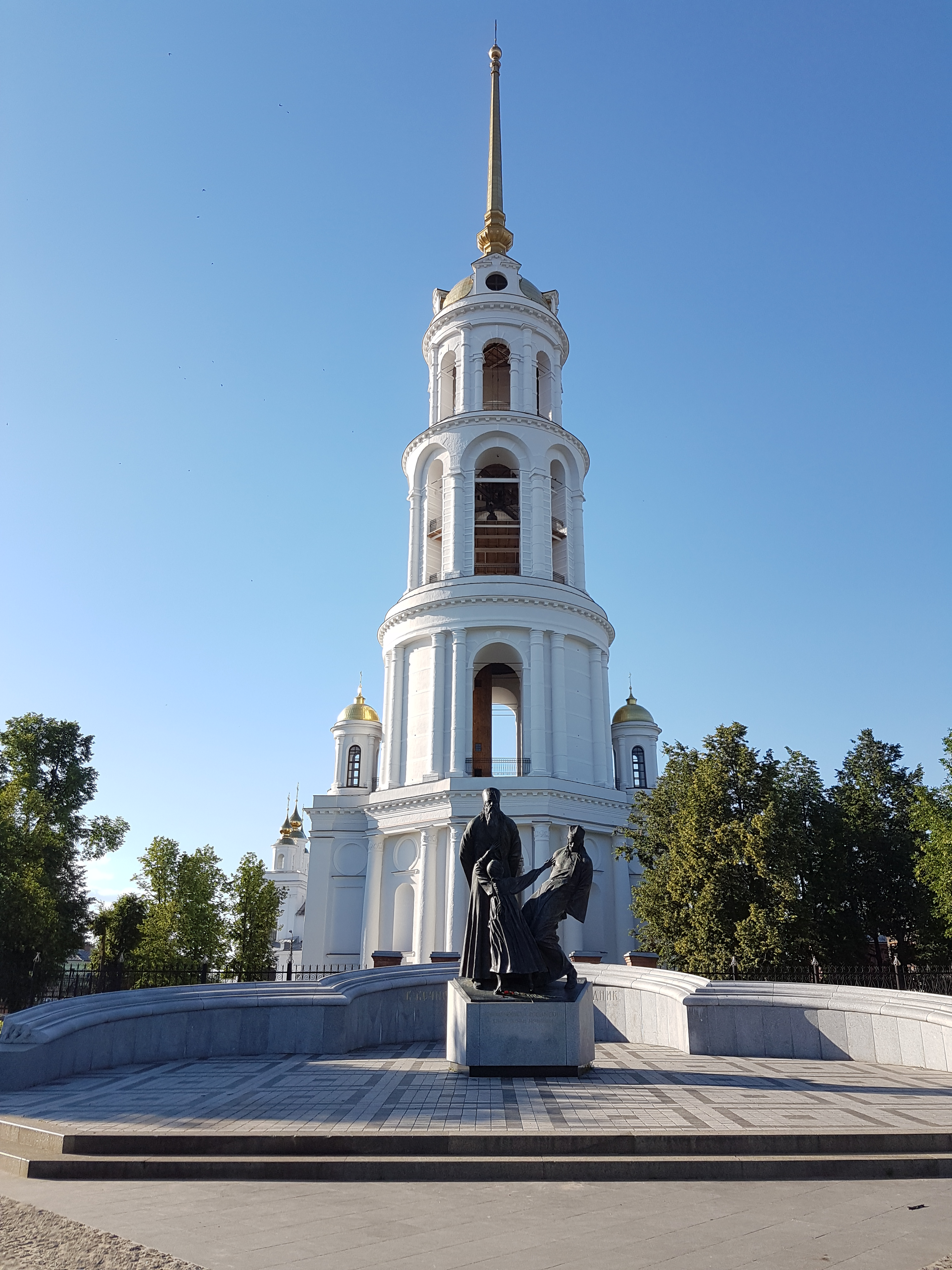
Памятник священнослужителям и мирянам, убитым при сопротивлении изъятию церковных богослужебных ценностей. Шуя, площадь перед собором Воскресения Христова

В марте в ряде мест произошли волнения, связанные с изъятием ценностей. Особенно большой общественный отклик вызвали события в Шуе, где 15 марта 1922 года толпа взволнованных верующих оказала сопротивление изъятию ценностей. По толпе на площади перед Воскресенским собором города был открыт пулемётный огонь. Со стороны верующих пострадали двадцать два человека, из них четверо были убиты.
На следующий день в связи этим событием Политбюро ЦК РКП(б), в отсутствие Ленина, приняло решение приостановить изъятие, на места была разослана телеграмма: «…Политбюро пришло к заключению, что дело организации изъятия церковных ценностей ещё не подготовлено и требует отсрочки…».
Но 19 марта Ленин направил секретное письмо членам Политбюро, в котором изложил свой план расправы с церковью, воспользовавшись голодом и событиями в Шуе. Письмо квалифицировало события в Шуе как лишь одно из проявлений общего плана сопротивления декрету Советской власти со стороны «влиятельнейшей группы черносотенного духовенства» и безусловно требовало воспользоваться ситуацией и «с самой бешеной и беспощадной энергией, не останавливаясь перед подавлением какого угодно сопротивления, … дать самое решительное и беспощадное сражение черносотенному духовенству и подавить его сопротивление с такой жестокостью, чтобы они не забыли этого в течение нескольких десятилетий … Чем большее число представителей реакционной буржуазии и реакционного духовенства удастся нам по этому поводу расстрелять, тем лучше». Ленин настаивал на окончательной и скорой расправе с Русской православной церковью немедленно: «Надо именно теперь проучить эту публику так, чтобы на несколько десятков лет ни о каком сопротивлении они не смели и думать». Он понимал, что с началом Генуэзской международной конференции, на которую большевики возлагали большие надежды, желая получить дипломатическое признание, которого РСФСР тогда ещё не имела, и экономическую и финансовую помощь от стран Запада («после Генуи окажется или может оказаться, что жестокие меры против реакционного духовенства будут политически нерациональны, может быть даже чересчур опасны»), выполнить такую операцию было бы значительно труднее — в случае приёма Советской России в «семью цивилизованных народов» могли последовать действия западных стран против церковных репрессий и обязательства, которые пришлось бы взять на себя. Кроме того, Ленин полагал, что изъятие церковных ценностей под видом борьбы с голодом заставит замолчать даже представителей русской белой эмиграции, которые в иных условиях несомненно протестовали бы против изъятия. Причём, по планам Ленина, изъятые ценности и не должны были направляться на закупку продовольствия для голодающих — на средства, вырученные от этой операции, необходимо «создать фонд… Без этого никакая государственная работа вообще, никакое хозяйственное строительство в частности и никакое отстаивание своей позиции в Генуе в особенности совершенно немыслимы. Взять в свои руки этот фонд в несколько сотен миллионов золотых рублей (а может быть, и несколько миллиардов) мы должны во что бы то ни стало. А сделать это с успехом можно только теперь». Телеграммы о приостановке изъятия Ленин предлагал не отменять, чтобы «усыпить бдительность» неприятеля. Самих же участников событий в Шуе наказать в ходе судебного процесса, который должен «закончится не иначе, как расстрелом очень большого числа самых влиятельных и опасных черносотенцев г. Шуи, а по возможности также и не только этого города, а и Москвы и нескольких других духовных центров», для чего послать в Шую «энергичного и толкового» представителя, дав ему «устные» инструкции. «Устные директивы» выдать и судебным властям, которые должны организовать процесс над «мятежниками».
На основе разосланного накануне членам Политбюро проекта мероприятий по изъятию, разработанных Троцким, Политбюро 22 марта приняло его план к исполнению. Он включал арест Синода, показательный процесс по Шуйскому делу, а также указывал — «Приступить к изъятию во всей стране, совершенно не занимаясь церквами, не имеющими сколько-нибудь значительных ценностей».
20 марта была создана Центральная комиссия по изъятию церковных ценностей (Центральная КИЦЦ), фактическим руководителем которой был заместитель наркома внутренних дел А. Г. Белобородов.
10 мая 1922 года были расстреляны шуйские протоиерей Павел Светозаров, иерей Иоанн Рождественский и мирянин Пётр Языков.

### Кампания по дискредитации патриарха Тихона
Хотя в своём письме от 19 марта 1922 года Ленин и писал: «самого Патриарха Тихона, я думаю, целесообразно нам не трогать, хотя он несомненно стоит во главе всего этого мятежа», — чтобы путём усиленного наблюдения за ним выявить все его связи, но уже в том же месяце начались допросы патриарха. Он вызывался в ГПУ, где ему дали под расписку прочесть официальное уведомление, что правительство «требует от гражданина Беллавина как от ответственного руководителя всей иерархии определённого и публичного определения своего отношения к контрреволюционному заговору, во главе коего стоит подчинённая ему иерархия».
В начале мая 1922 года по предложению Ленина Политбюро ЦК РКП(б) постановило: 

Дать директиву Московскому трибуналу: 
1. Немедленно привлечь Тихона к суду. 
2. Применить к попам высшую меру наказания.

5 мая 1922 года патриарх Тихон был вызван в суд на процесс по делу московского духовенства. Суд вынес частное определение о привлечении «гр-на Беллавина» к уголовной ответственности. Патриарх был арестован. 19 мая его перевезли из Троицкого подворья, где он содержался под домашним арестом, в Донской монастырь, где он находился всё последующее время в полной изоляции от внешнего мира. Судя по многочисленным публикациям в советской прессе весной 1923 года писем от граждан, требовавших сурово покарать «патриарха-людоеда», власти готовились к расправе над патриархом. От расстрела патриарха большевистское руководство останавливало только опасение бурной реакции Запада — Великобритания, к примеру, прямо заявила, что если суд над патриархом начнётся, то она отзовёт из Советской России своих дипломатических представителей. Тихон был освобождён, и дело против него прекращено только после заявления, что он «раскаивается в проступках против государственного строя». Произошло это в июне 1923 года.

### Судебные процессы, связанные с изъятием церковных ценностей
Кампания по изъятию церковных ценностей только за первое полугодие 1922 г. вызвала более 1400 случаев кровавых столкновений. По этим событиям состоялся 231 судебный процесс; 732 человека, в основном священнослужители и монахи, оказались на скамье подсудимых. В Москве в конце марта 1922 года по обвинению в организации противодействия декрету об изъятие церковных ценностей были арестованы архиепископ Никандр (Феноменов), митрополит Серафим (Чичагов), епископ Иларион (Троицкий), почти все члены Московского епархиального совета, наиболее влиятельные иереи и руководители органов приходского управления.
7 мая 1922 г. Московский революционный трибунал по обвинению в противодействии изъятию церковных ценностей, что квалифицировалось как контрреволюционная деятельность, осудил 49 человек, в том числе приговорил к расстрелу 11 человек (девятерых священников и троих мирян). Из них были расстреляны священники Христофор Надеждин, Василий Соколов, Александр Заозерский, иеромонах Макарий (Телегин) и мирянин С. Ф. Тихомиров.

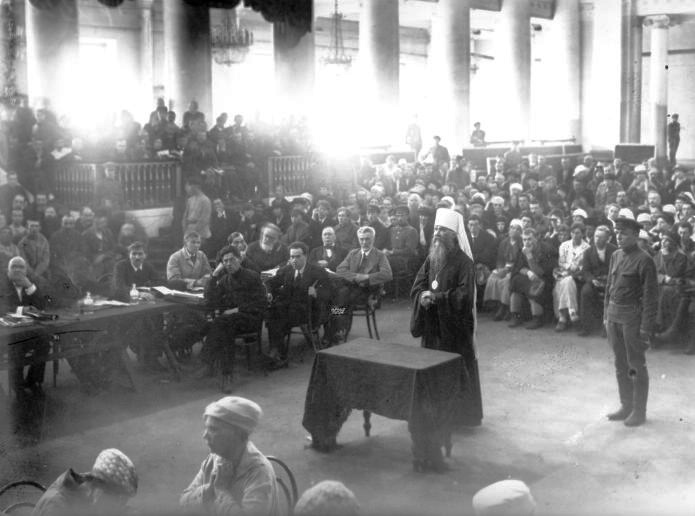
Митрополит Вениамин (Казанский) на суде

В Петрограде в связи с сопротивлением изъятию ценностей из некоторых церквей было арестовано 87 человек. Судебный процесс над ними проходил с 10 июня по 5 июля 1922 года. Петроградский революционный трибунал приговорил к расстрелу 10 подсудимых, шестерым из которых смертная казнь была заменена лишением свободы. Были расстрелян митрополит Вениамин (Казанский), архимандрит Сергий (Шеин), адвокат И. М. Ковшаров и профессор Ю. П. Новицкий.
12 мая 1922 г. Новгородский революционный трибунал вынес приговор по делу о беспорядках в связи с изъятием ценностей в Старой Руссе. К смертной казни были приговорены священники В. И. Орлов, В. А. Пылаев и Н. М. Смыслов. Остальные 15 подсудимых были приговорены к различным срокам заключения.
Донской областной ревтрибунал с 22 по 30 августа 1922 г. вёл дело по обвинению ростовского епископа Арсения, 7 священников и 25 прихожан, участвовавших в волнениях 11 марта 1922 года у Кафедрального собора Ростова-на-Дону, когда члены комиссии по изъятию подверглись избиению. Трибунал вынес расстрельный приговор Арсению, но по объявленной к годовщине Октябрьской революции амнистии заменил высшую меру наказания лишением свободы на десять лет.
В ходе судебного процесса над группой духовенства, проходившего в Царицыне с 9 июня 1922 г., был приговорён к расстрелу викарий Донской епархии Николай (Орлов). Однако он не был расстрелян, а умер в тюрьме.
В Смоленске выездная сессия Военной коллегии Верховного трибунала ВЦИК с 1 по 24 августа 1922 г. рассматривала дело «Смоленских церковников», по которому было привлечено 47 человек. Из них к расстрелу были приговорены Залесский, Пивоваров, Мясоедов и Демидов, а к различным срокам заключения было приговорено ещё 10 проходивших по делу верующих.
Революционный трибунал Чувашской автономной области в мае 1922 г. провёл судебное разбирательство в отношении благочинного протоиерея А. А. Соловьёва и группы верующих. Благочинный А. А. Соловьёв и активный участник сопротивления изъятию Н. Я. Галахов были приговорены к расстрелу.
Второй судебный процесс над духовенством Москвы и Московской губернии, так называемый «процесс второй группы церковников», проходил с 27 ноября по 31 декабря 1922 г. Трибунал рассмотрел дела 105 обвиняемых. Среди обвиняемых были священники, профессора, учителя, студенты, рабочие, крестьяне и т. д. Наиболее активным участникам сопротивления изъятию ценностей был вынесен смертный приговор. Однако в связи с амнистией, объявленной к годовщине революции, расстрел был заменён тюремным заключением.
Судебные процессы над духовенством прошли в 1922—1923 гг. по всей России. В литературе указывается, что было рассмотрено 250 судебных дел в связи в сопротивлением изъятию церковных ценностей. В 1923 г. в VI отделении («церковном») секретно-политического отдела ГПУ находилось в производстве 301 следственное дело, было арестовано 375 человек и выслано в административном порядке, в том числе за границу, 146 человек. К концу 1924 г. в тюрьмах и лагерях побывало около половины всего российского епископата — 66 архиереев. По данным Православного Свято-Тихоновского богословского института, общее количество репрессированных церковных деятелей в 1921—1923 гг. составило 10 тысяч человек, при этом был расстрелян каждый пятый — всего около 2 тысяч. 

## Финансовые результаты операции

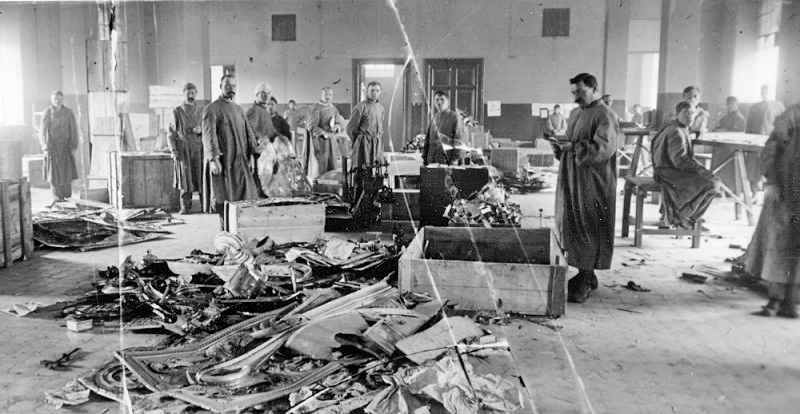
Конфискованные церковные ценности в Гохране. Москва. 1923 год

Православная церковь получила от советского государства разрешение самостоятельно заниматься сбором средств для помощи голодающим и в период с 19 февраля, когда соответствующее обращение патриарха Тихона было опубликовано в газетах, по 23 февраля 1922 года таким образом было собрано около девяти миллионов рублей. Советское государство под предлогом помощи голодающим изъяло только в 1922 году церковных ценностей на четыре с половиной миллиона золотых рублей.
Подавляющая часть изъятых у церкви в 1922 году ценностей пошла в переплавку, а полученные с продажи деньги были потрачены на проведение самой кампании по их изъятию: антицерковная агитация, техническое обеспечение (транспорт, грузчики, упаковочные материалы и т. п.), сверхсметные ассигнования и т. д. Часть золота и драгоценностей была попросту разворована, о чём свидетельствуют суды, прошедшие над сотрудниками Гохрана.

## Осуждённые по делу об изъятии церковных ценностей
- Бенеманский, Алексей Константинович
- Будкевич, Константин Ромуальд